# ترزا مانینو
ترزا مانینو (ایتالیایی: Teresa Mannino؛ زادهٔ ۲۳ نوامبر ۱۹۷۰) یک کمدین و هنرپیشه اهل ایتالیا است.
او کارش را با اجرای استندآپ کمدی در برنامهٔ تلویزیونی «ورایتی» در کانال ۵ آغاز کرد.